# Томашевський Валентин Миколайович
Валентин Миколайович Томашевський — український учений у галузі імітаційного моделювання. Професор кафедри автоматизованих систем обробки інформації та управління Національного технічного університету України «Київський політехнічний інститут». Доктор технічних наук (1996). Лауреат Державної премії України в галузі науки і техніки (2009).

## Життєпис
Народився у грудні 1947 р. в м. Львові.
У 1974 р. закінчив Київський політехнічний інститут за спеціальністю автоматизовані системі управління. Відтоді працював в цьому ВНЗ до останнього свого дня.
У 1981 р. захистив кандидатську, а в 1996 р. докторську дисертацію за спеціальністю 05.13.06 «Автоматизовані системи управління та прогресивні інформаційні технології».
1983 — отримав звання доцента кафедри автоматизованих систем управління.
2001 — отримав звання професора кафедри автоматизованих систем управління.
У березні 2020 — раптово помер.

## Наукова діяльність
Галузь наукових інтересів — імітаційне моделювання, над яким працює понад тридцяти років. Розробляв імітаційні моделі обчислювальних систем, систем передачі та обробки даних, управління медичними підрозділами, виробничих і організаційних систем.
Уперше розробив генераторів імітаційних програм, який вбудований в інтерактивну систему імітаційного моделювання ISS200, призначену для моделювання мереж систем масового обслуговування та транспортних мереж. Система ISS200 демонструвалась на виставці CeBIT-2006 у Ганновері, Німеччина.
Автор декількох Інтернет-проектів, серед яких перший сайт кафедри АСОІУ, портал з імітаційного моделювання www.simulation.org.ua, система дистанційного навчання «Віртуальний університет» https://web.archive.org/web/20120706040937/http://vu.asu.ntu-kpi.kiev.ua/, http://vu.net.ua/ [Архівовано 25 травня 2012 у Wayback Machine.] на яку має авторське свідоцтво.
Розробляє імітаційний проект візуального моделювання автомобільного дорожнього руху, а також засоби прогнозування макроекономічних показників.
Підготував трьох кандидатів технічних наук. Під керівництвом Валентина Томашевського виконані магістерська робота, яка отримала першу премію, та дипломні проекти, що отримали другу та третю премії НТУУ «КПІ».
Автор понад 90 наукових праць, у тому числі одного підручника та п'яти навчальних посібників.
Науковий редактор перекладу книги: Кельтон В., Лоу А. Имитационное моделирование. — К.: Питер, BHV, 2004. — 847с.
Розробник і автор двох педагогічних програмних засобів для навчання імітаційному моделюванню.
Поставив на кафедрі дисципліни «Моделювання систем», «Організація інформаційно-обчислювальних систем і процесів». Для магістрів підготував дисципліни «Моделювання та прогнозування бізнес-процесів» та «Імітаційні проекти».
З ініціативи М. З. Згуровського 2003 року започаткована серія підручників «Інформатика» для ВНЗ України. Одним з перших підручників в цій серії вийшов підручник В. М. Томашевського «Моделювання систем», який отримав схвальну оцінку наукової та професорсько-педагогічної спільноти України. 2009 року ця серія підручників отримала Державну премію України в галузі науки і техніки.

## Праці
- Томашевський В. М. Засоби імітаційного моделювання для навчання, які ґрунтуються на мові GPSS[недоступне посилання] // В.М. Томашевський, В.В. Нехай. - Технічні науки та технології. - 2015. - №2. - С. 101-105.
- Погребнюк І. М. Моделювання сценаріїв адаптивного навчання з використанням мереж Петрі [Архівовано 23 квітня 2018 у Wayback Machine.] / Погребнюк І. М., Томашевський В. М. // Вісник НТУУ «КПІ». Інформатика, управління та обчислювальна техніка : збірник наукових праць. – 2012. – Вип. 55. – С. 38–45. – Бібліогр.: 6 назв.
- Оцінка ефективності впливу на фактори ризику системи охорони здоров’я засобами імітаційного моделювання [Архівовано 2 червня 2020 у Wayback Machine.] / В. М. Томашевський, В. В. Грегуль, О. В. Назарук, Я. Я. Тимошенко // Вісник НТУУ «КПІ». Інформатика, управління та обчислювальна техніка : збірник наукових праць. – 2011. – № 53. – С. 90–95. – Бібліогр.: 14 назв.
- Томашевський В. М. Математична модель задачі проектування гібридних сховищ даних з врахуванням структур джерел даних [Архівовано 30 травня 2020 у Wayback Machine.] / В. М. Томашевський, А. Ю. Яцишин // Вісник НТУУ «КПІ». Інформатика, управління та обчислювальна техніка : збірник наукових праць. – 2011. – № 53. – С. 54–61. – Бібліогр.: 11 назв.
- Томашевський В. М. Особливості проектування гібридних сховищ даних з врахуванням джерел даних[недоступне посилання] / В.М. Томашевський, А.Ю. Яцишин. - Львів, 2011. - С. 246-254.
- Томашевський В. М. Складання розкладів занять у дистанційних системах навчання [Архівовано 12 жовтня 2014 у Wayback Machine.] / В. М. Томашевський, Ю. Л. Новіков, П. А. Камінська // Вісник НТУУ «КПІ». Інформатика, управління та обчислювальна техніка : збірник наукових праць. – 2010. – № 52. – С. 118–130. – Бібліогр.: 5 назв.
- Богушевська Н. В. Формальна модель кільцевої транспортної мережі. Реалізація перетворення діалогової нотації до програмного коду [Архівовано 3 квітня 2018 у Wayback Machine.] / Н. В. Богушевська, В. М. Томашевський // Вісник НТУУ «КПІ». Інформатика, управління та обчислювальна техніка : збірник наукових праць. – 2008. – № 48. – С. 19–24. – Бібліогр.: 5 назв.
- Парамонов А. М. Формализация алгоритма моделирования движения автомобильного дорожного транспота [Архівовано 10 квітня 2018 у Wayback Machine.] / А.М. Парамонов, В.Н. Томашевский // Вестник НТУУ №КПИ": Информатика, управление и вычислительная техника. - 2008. - Вып. 48. - С. 7-12.
- Томашевський В. М. Порівняння результатів роботи систем імітаційного моделювання OpenGPSS та GPSS/PC [Архівовано 29 травня 2020 у Wayback Machine.] / В. М. Томашевський, Д. Г. Діденко // Вісник НТУУ «КПІ». Інформатика, управління та обчислювальна техніка : збірник наукових праць. – 2008. – № 49. – С. 48–54. – Бібліогр.: 14 назв.
- Томашевский В. Н. Агентная архитектура распределенной дискретно-событийной системы имитационного моделирования OpenGPSS / В.Н. Томашевский, Д.Г. Диденко // Системні дослідження та інформаційні технології. - 2006. - №4. - С. 123-132.
- "Новікова П.А." Модель мотивації навчання особистості / П. А. Новікова, Ю. Л. Новіков, В. М. Томашевський // Наукові вісті НТУУ «КПІ». Міжнародний науково-технічний журнал. . – Київ: НТУУ «КПІ» ВПІ ВПК «Політехніка», 2012. . – № 2 (82). . – С. 73-87.
- Аналіз моделей навчання та контролю знань [Архівовано 6 лютого 2018 у Wayback Machine.] / В. Томашевський, І. Дмитрик // Вісник НТУУ «КПІ» , «Інформатика, управління та обчислювальна техніка». – 2008. – №49. – С. 146-151.
- "Применение метода группового учета аргументов с оператором сдвига для прогнозирования финансовых показателей местных бюджетов" / В. Томашевский, А. Виноградов, Ю. Олейник // Проблемы управления и информатики. – 2008. – Вип. 3. – С. 143–151.